# 丹尼·加爾布雷斯
丹尼·加爾布雷斯（英語：Danny Galbraith；1990年8月19日—）是一位蘇格蘭足球運動員。在場上的位置是左邊鋒。他現在效力於英格蘭足球甲級聯賽球隊吉林汉姆足球俱乐部。他也代表蘇格蘭各級青年國家足球隊參賽。